# Songs from The Capeman
Songs from The Capeman — девятый студийный альбом американского фолк-певца и музыканта Пола Саймона, изданный 18 ноября 1997 года на лейбле Warner Bros. и написанный по материалам бродвейского мюзикла в соавторстве с лауреатом Нобелевской премии по литературе поэтом Дереком Уолкоттом.

## История
Вышедший в 1997 году альбом, стал самым неуспешным студийным диском Саймона за всю его карьеру и достиг лишь позиции № 42 в американском хит-параде Billboard 200. Отход в музыкальном плане от его ранних работ, альбом сочетал стили ду-воп, рок-н-ролл и пуэрто-риканские ритмы. Сценическое шоу на Бродвее стало коммерческим провалом, с убытками 11 миллионов долларов, с таким же слабыми продажами самого альбома Саймона.
Альбом получил разнонаправленные отзывы музыкальной критики и интернет-изданий, например, AllMusic, Роберт Кристгау, Rolling Stone.

## Список композиций
Автором всех композиций был сам Пол Саймон и поэт Дерек Уолкотт, лауреат Нобелевской премии по литературе 1992 года.
1. «Adios Hermanos» — 4:42
2. «Born in Puerto Rico» — 5:03
3. «Satin Summer Nights» — 5:44
4. «Bernadette» — 3:34
5. «The Vampires» — 5:14
6. «Quality» — 4:18
7. «Can I Forgive Him» — 6:01
8. «Sunday Afternoon» — 3:25
9. «Killer Wants to Go to College» — 1:51
10. «Time Is an Ocean» — 5:23
11. «Virgil» — 2:49
12. «Killer Wants to Go to College II» — 2:09
13. «Trailways Bus» — 5:14
14. «Shoplifting Clothes»
15. «Born in Puerto Rico» (Хосе Фелисиано)
16. «Can I Forgive Him»

## Чарты
| Хит-парад (1997)   | Высшая позиция |
| ------------------ | -------------- |
| США, Billboard 200 | 42             |